# Käo (Saaremaa)
Koordinaten: 58° 28′ N, 23° 2′ O
Käo ist ein Dorf (estnisch küla) auf der größten estnischen Insel Saaremaa. Es gehört zur Landgemeinde Saaremaa (bis 2017: Landgemeinde Laimjala) im Kreis Saare.
Das Dorf hat 82 Einwohner (Stand 31. Dezember 2011).